# Johann Joachim Spalding

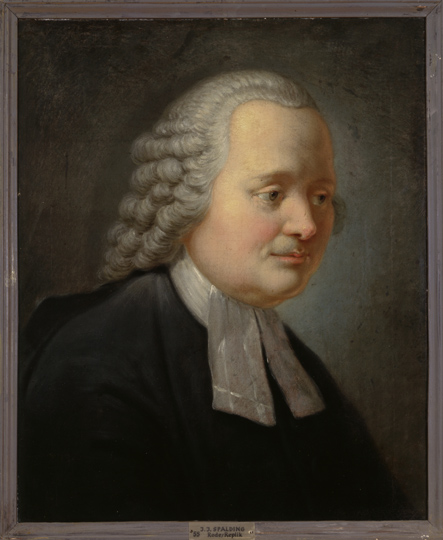
Johann Joachim Spalding, Gemälde von Christian Bernhard Rode, 1762, Gleimhaus Halberstadt

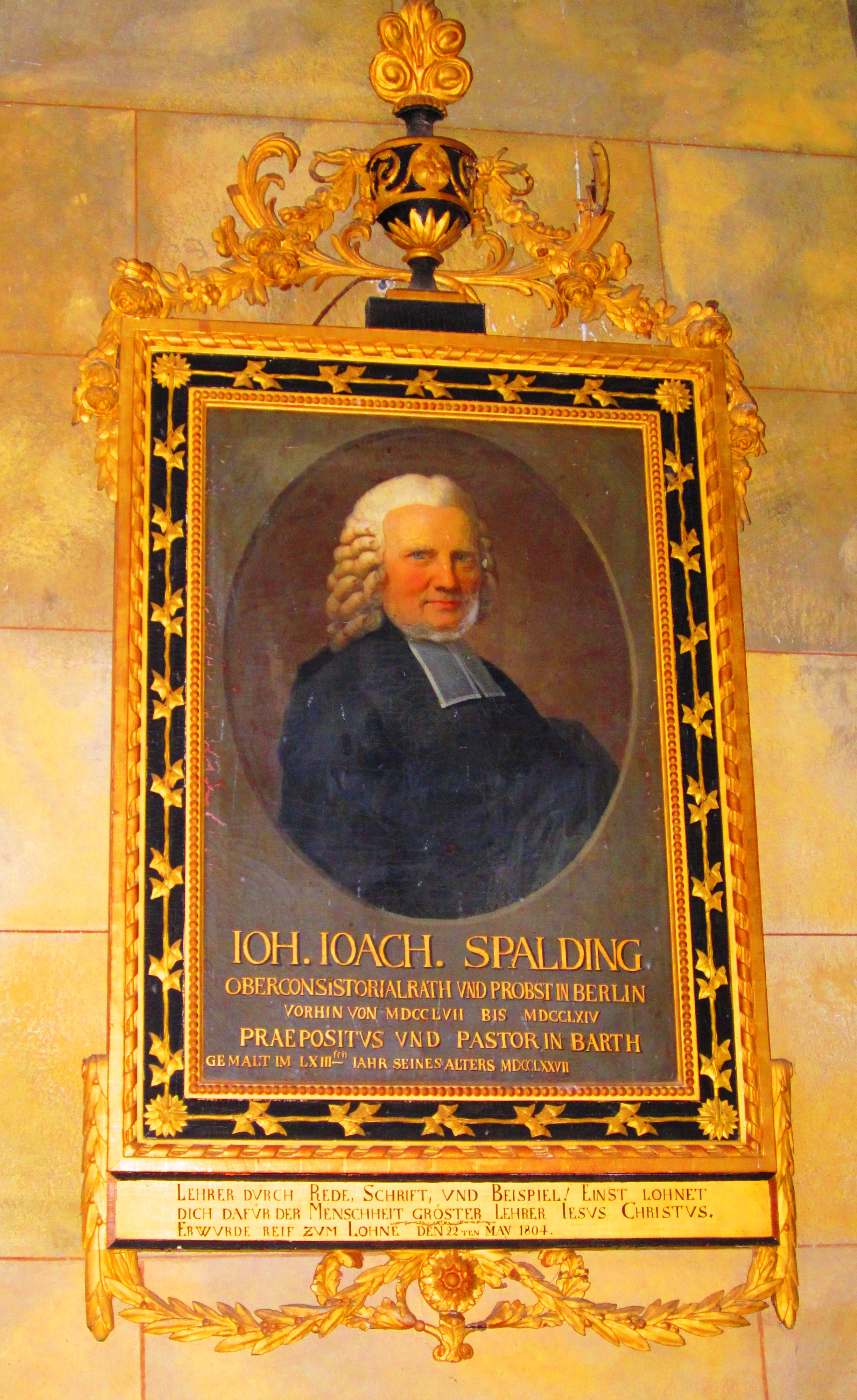
Bildnis Spaldings, 1777, Marienkirche Barth

Johann Joachim Spalding (* 1. November 1714 in Tribsees, Schwedisch-Pommern; † 22. Mai 1804 in Charlottenburg bei Berlin) war ein deutscher protestantischer Theologe, Kirchenlieddichter, Popularphilosoph und der wichtigste Vertreter der Neologie in der Zeit der Aufklärung.

## Leben
Johann Joachim Spalding war der Sohn von Johann Georg Spalding (1681–1748), der zunächst Schulrektor und seit 1725 Pastor von Tribsees in  Schwedisch-Pommern war. Der Großvater Johann Spalding (1633–1686), war Bürgermeister von Malchin im Herzogtum Mecklenburg. Die Familie Spalding hatte schottische Vorfahren. 
Nach erstem Unterricht zu Hause durch seinen Vater besuchte Johann Joachim Spalding das Sundische Gymnasium in Stralsund. Anschließend studierte Spalding bis 1734 an den Universitäten Rostock und Greifswald Philosophie, Theologie und alte Sprachen.
Einige Zeit verdiente sich Spalding seinen Lebensunterhalt als Hauslehrer und bereitete sich auf seine Promotion vor. Nachdem er den Titel Dr. theol. verliehen bekommen hatte, bekam er 1735 eine Anstellung als Hilfsprediger in seiner Heimatstadt.
1745 avancierte Spalding in Berlin zum Sekretär des schwedischen Gesandten von Rudenskjöld. 1748 erschien Spaldings erstes Werk Betrachtung über die Bestimmung des Menschen anonym in Greifswald. Es kann heute mit Recht als Manifest der deutschen Aufklärungstheologie angesehen werden. Spaldings Büchlein ist als innerer Monolog konzipiert und verzichtet völlig auf christliche Offenbarung und dogmatische Autorität. Es stellt dar, wie ein Individuum über „Sinnlichkeit“, „Vergnügen des Geistes“, „Tugend“ und „Religion“ schließlich selbst zur Einsicht gelangt, zur „Unsterblichkeit“ bestimmt zu sein.

### Lassan
Im April 1749 wurde Spalding als Pastor nach Lassan berufen. Am 12. April schrieb er einen Brief an Johann Wilhelm Ludwig Gleim: „...ein Amt hab’ ich nun endlich, da ich vor zwey Tagen die Königliche Vollmacht auf das Pastorat zu Lassahn (einer kleinen Stadt nicht weit von Anklam) aus Schweden erhalten habe. Vielleicht bin ich in einigen Wochen ein Priester in aller Form; aber ein Priester in einer kleinen Stadt!“ Er heiratete Wilhelmine Gebhardi (1734–1762) aus Stralsund, Enkelin des Greifswalder Professors Heinrich Brandanus Gebhardi (1657–1729). Das Ehepaar hatte drei Söhne und drei Töchter, darunter den späteren Juristen Karl August Wilhelm Spalding (1760–1830), den Philologen Georg Ludwig Spalding (1762–1811), der Professor am Grauen Kloster war, und Johanna Wilhemine Spalding (1753–1832), die später den Theologen Friedrich Samuel Gottfried Sack (1738–1817) heiratete.

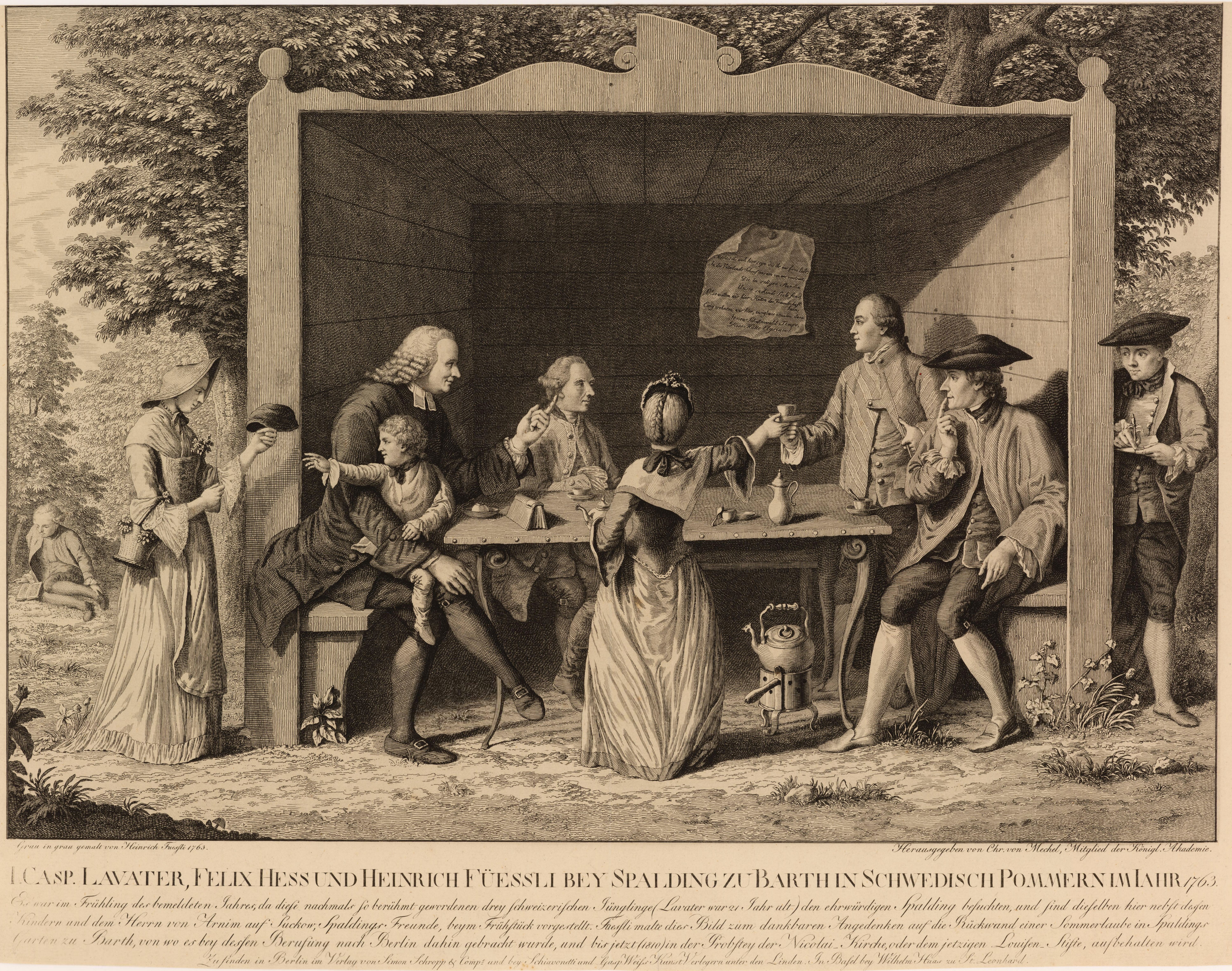
Johann Heinrich Füssli, Felix Hess und Johann Caspar Lavater zu Gast bei Spalding im Sommer 1763

### Barth
1757 ließ sich Spalding als Prediger in Barth nieder. 1762 starb seine Ehefrau; nach einer angemessenen Trauerzeit heiratete er in zweiter Ehe Maria Dorothea von Sodenstern. Im Sommer 1763 waren Johann Heinrich Füssli, Felix Hess und Johann Caspar Lavater aus Zürich einige Zeit bei Spalding zu Gast. In diesem helvetisch-deutschen Dialog wurden die Konsequenzen aus Spaldings Aufklärungstheologie diskutiert, die zu Toleranz und pluralistischen Anschauungen in der Verkündigung der christlichen Botschaft ermunterte. Das Treffen gab Impulse für aufklärerische Ideen in ganz Europa.

### Berlin
1764 berief König Friedrich II. Spalding als Propst an die Nikolaikirche in Berlin und ernannte ihn zum Konsistorialrat. Dort und auch in der nahen Kirche St. Marien gewann Spalding bald schon durch seine Predigten an Einfluss und wurde weit über die Stadtgrenzen hin bekannt.  Beruflich orientierte er sich an den Theologen August Friedrich Sack und Siegmund Jacob Baumgarten und wurde dadurch ebenfalls zum Vordenker der Aufklärung. Bedingt durch das Wöllnersche Religionsedikt von 1788 legte Spalding alle seine Ämter nieder und begann nun vermehrt, seine Ideen zu veröffentlichen.
1774 verstarb seine zweite Ehefrau, und im darauffolgenden Jahr heiratete er Maria Charlotte Lieberkühn. Im Alter von nahezu 90 Jahren starb Johann Joachim Spalding am 22. Mai 1804 in Charlottenburg bei Berlin.

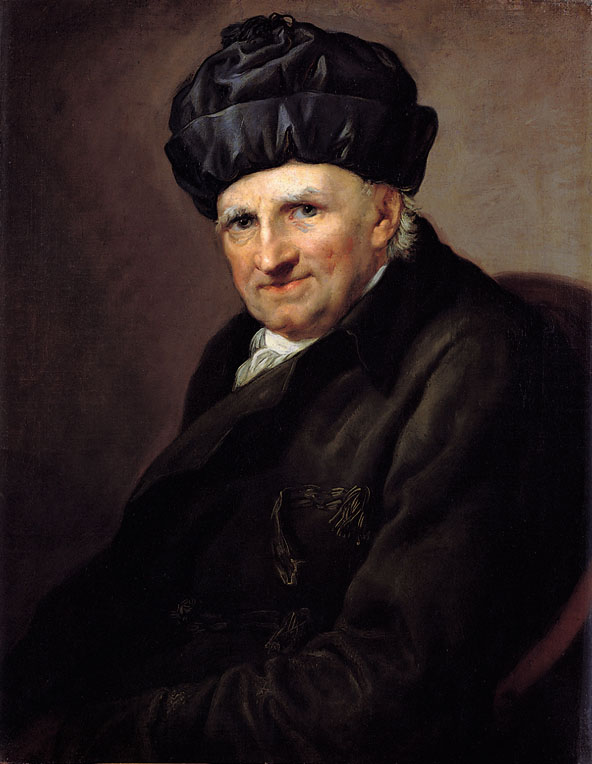
Anton Graff: Johann Joachim Spalding im Hausrock, 1800

## Lehre und Werk
Bereits in Greifswald machte ihn Peter Ahlwardt mit den Werken des Philosophen Christian Wolff bekannt, dessen Theorien sich Spalding zu eigen machte und weiterentwickelte. Aber auch mit dem Werk der englischen Deisten, unter ihnen Joseph Butler, Francis Hutcheson und Shaftesbury, setzte sich Spalding auseinander und übersetzte sie teilweise. Spaldings Zweifel an der Orthodoxie führten schließlich zur Neologie, deren wichtigster Vertreter er später wurde. Als solcher bekämpfte er auch vehement Julien Offray de La Mettrie und dessen Materialismus.
Zeitlebens praktischen Interessen verpflichtet, verwarf er in seiner 1772 erschienenen, von Johann Gottfried Herder heftig kritisierten Nutzbarkeit des Predigtamts alle hierarchisch-sakramentalen Anschauungen von Kirche und geistlichem Amt, um stattdessen das „Predigtamt“ als Dienst an der öffentlichen Sittlichkeit zu kennzeichnen. Abschließend zusammengefasst hat Spalding sein bis zur Identifikation gehendes Verständnis von Religion und Moral 1797 unter dem Titel Religion, eine Angelegenheit des Menschen.

## Auszeichnungen und Ehrungen
In den Cypressen des nachgeborenen pommerschen Dichters Karl Lappe heißt es: „Neunzig Jahre des Ruhms gab dir ein freundliches Schicksal, würdigster Greis! Lehrer, der fromm belehrt, schön vom Werth der Gefühle, schön von Menschenbestimmung spricht! // Stolz sei, kleines Tribsees, über den großen Sohn! Sein gedenke Lassan! Rühme dich seiner, Barth! Soll nur Ausland verehren, wo wir selber die Erben sind?“
Auf Initiative des Heimatvereins zu Tribsees e. V., in enger Zusammenarbeit mit der Pommerschen Landeskirche / der Theologischen Fakultät der Universität zu Greifswald und der Historischen Kommission für Pommern, ernannte ihn die Stadt Tribsees im Jahre 2014 anlässlich seines zum 300. Male wiederkehrenden Geburtstages posthum zu ihrem Ehrenbürger und benannte eine Straße im Stadtzentrum nach ihm.

## Werke
- Johann Joachim Spalding: Betrachtung über die Bestimmung des Menschen. Weitbrecht, Greifswald 1748. Dritte und vermehrte Auflage. Weitbrecht, Berlin 1749. Digitalisat und Volltext im Deutschen Textarchiv
- Albrecht Beutel (Hrsg.): Kritische Ausgabe: Erste Abteilung: Schriften. Tübingen 2001 ff.
  - I/1 – Die Bestimmung des Menschen. 2006. ISBN 3-16-148973-X  .
  - I/2 – Gedanken über den Werth der Gefühle in dem Christenthum. 2005. ISBN 3-16-148143-7  .
  - I/3 – Ueber die Nutzbarkeit des Predigtamtes und deren Beförderung. 2002. ISBN 3-16-147808-8  .
  - I/4 – Vertraute Briefe, die Religion betreffend. 2004. ISBN 3-16-148145-3  .
  - I/5 – Religion, eine Angelegenheit des Menschen. 2001. ISBN 3-16-147603-4  .
  - I/6-1 – Kleinere Schriften 1. 2006. ISBN 3-16-148975-6  .
  - I/6-2 – Briefe an Gleim. Lebensbeschreibung (Kleinere Schriften 2). 2002. ISBN 3-16-147809-6  .
- Albrecht Beutel (Hrsg.): Kritische Ausgabe: Zweite Abteilung: Predigten. Tübingen 2008 ff.
  - II/1 – Predigten. 2010. ISBN 978-3-16-150189-0 .
  - II/2 – Neue Predigten. 2008. ISBN 978-3-16-149709-4 .
  - II/3 – Neue Predigten. Zweyter Band. 2009. ISBN 978-3-16-149908-1 .
  - II/4 – Predigten größtentheils bey außerordentlichen Fällen gehalten. 2011. ISBN 978-3-16-150943-8 .
  - II/5 – Barther Predigtbuch. Nachgelassene Manuskripte. 2010. ISBN 978-3-16-150574-4 .

- Wolfgang Erich Müller (Hrsg.): Die Bestimmung des Menschen. Waltrop 1997. ISBN 3-927718-78-5  .
- Wolfgang Erich Müller (Hrsg.): Religion : eine Angelegenheit des Menschen. Darmstadt 1998. ISBN 3-534-13641-1  .
- Georg Ludwig Spalding (Hrsg.): Lebensbeschreibung von ihm selbst aufgesetzt. Halle: Buchhandlung des Waisenhauses 1804.
- Briefe von Herrn Spalding an Herrn Gleim. Frankfurth und Leipzig. 1771 (Digitalisat)
- Johann Joachim Spalding: Gedanken über den Werth der Gefühle in dem Christenthum. Frankfurt und Leipzig 1787 Digitalisat